# Pilrito-escuro

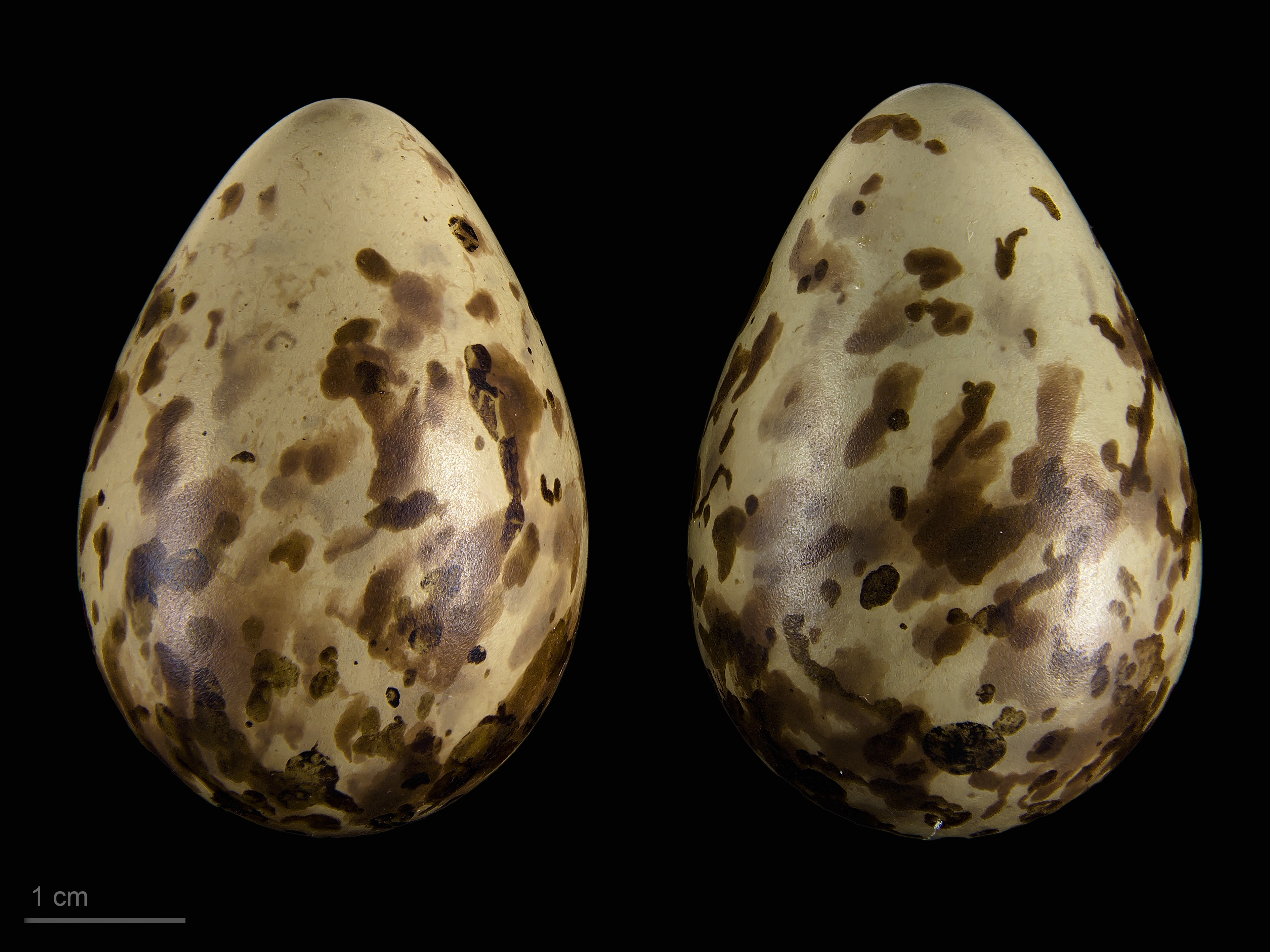
Calidris maritima maritima - MHNT

Pilrito-escuro (Calidris maritima) é uma ave limícola da família Scolopacidae. Distingue-se das outras espécies do mesmo género pela plumagem escura, pelas patas amarelas e pelo bico com base amarela.
Nidifica nas montanhas do norte da Europa, principalmente na Noruega, na Islândia, em Svalbard e na Nova Zembla. No Inverno migra para sul e inverna nas costas da Europa central e das Ilhas Britânicas. A Península Ibérica situa-se no limite sul da zona habitual de invernada e em Portugal o pilrito-escuro pode ser considerado um invernante raro.

## Subespécies
A espécie é monotípica (não são reconhecidas subespécies)